# Carlos Chagas
Carlos Chagas là một đô thị thuộc bang Minas Gerais, Brasil. Đô thị này có diện tích 3198,853 km², dân số năm 2007 là 21302 người, mật độ 6,6 người/km².